# Hemistola acyra
Hemistola acyra är en fjärilsart som beskrevs av Louis Beethoven Prout 1935. Hemistola acyra ingår i släktet Hemistola och familjen mätare. Inga underarter finns listade i Catalogue of Life.